# Doug Cook
Douglas T. Cook, detto Doug (Ho-Ho-Kus, 1948), è un ex cestista statunitense.

## Carriera
Dopo quattro stagioni al Davidson College venne selezionato al secondo giro del Draft NBA 1970 dai Cincinnati Royals. Tuttavia non giocò mai in NBA: venne ceduto infatti alla Virtus Bologna sponsorizzata Norda.
Fu costretto a ritirarsi dopo la stagione in Italia a causa di un doppio infortunio alla caviglia.